# Bataille de Wurtzbourg (1796)
Pour les articles homonymes, voir Bataille de Wurtzbourg.
Première Coalition
Batailles
La bataille de Wurtzbourg se déroule le 3 septembre 1796 à Wurtzbourg, en principauté épiscopale de Wurtzbourg, au cours de la guerre de la Première Coalition. Elle opposa l'armée française de Sambre-et-Meuse commandée par le général Jean-Baptiste Jourdan à l'armée impériale autrichienne de l'archiduc Charles. Les Français attaquèrent les forces de l'archiduc, mais celui-ci tint tête aux attaques françaises pendant toute la journée du 3 septembre jusqu'à l'arrivée de renforts qui firent définitivement pencher la balance en faveur des Autrichiens.
Au cours de l'été 1796, deux armées françaises, commandées par les généraux Jourdan et Moreau, pénétrèrent en Allemagne du Sud. Face à eux, l'archiduc Charles d'Autriche s'efforça de ralentir leur progression avec deux armées autrichiennes sous les ordres des généraux Wilhelm von Wartensleben et Maximilien Antoine de Baillet de Latour. Lors de la bataille d'Amberg, le 24 août, Charles parvint à accabler sous le nombre les troupes de Jourdan et les obligea à se retirer. C'est en vain que Jourdan tenta une contre-attaque à Wurtzbourg dans l'espoir d'interrompre sa retraite. Vaincu, le général français fut contraint de se replier sur le Rhin, forçant l'armée de Moreau à abandonner à son tour l'Allemagne du Sud.

## Forces en présence

### Ordre de bataille français
Armée de Sambre-et-Meuse : général de division Jean-Baptiste Jourdan, commandant en chef — 25 000 fantassins, 5 000 cavaliers, 11 batteries d'artillerie
- 1re division : général de division François Joseph Lefebvre
- 2e division : général de division Paul Grenier
- 3e division : général de division Jean-Étienne Championnet
- 4e division : général de division Jean-Baptiste Bernadotte
- Réserve de cavalerie : général de division Jacques Philippe Bonnaud

| Jean-Baptiste Jourdan | François Joseph Lefebvre | Paul Grenier | Jean-Étienne Championnet | Jean-Baptiste Bernadotte |
| Jourdan               | Lefebvre                 | Grenier      | Championnet              | Bernadotte               |

### Ordre de bataille autrichien
Armée du Bas-Rhin : Feldmarschall archiduc Charles-Louis d'Autriche-Teschen, commandant en chef — 30 000 hommes,
- 1re division : Feldmarschall-Leutnant Friedrich von Hotze
  - Brigade mixte : général-major Michael Kienmayer
  - Brigade d'infanterie : général-major Johann von Hiller
  - Brigade de cavalerie : oberst Anton Canisius
- 2e division : Feldmarschall-Leutnant Anton Sztáray
  - Brigade mixte : général-major Jean de Liechtenstein
  - Brigade d'infanterie : général-major Eugen Montfrault
  - Brigade d'infanterie bavaroise : général-major Bartels
  - Brigade de grenadiers : général-major Konrad Valentin von Kaim
- 3e division : Feldmarschall-Leutnant Johann von Riesch
  - Brigade de cavalerie : général-major prince Alexandre de Wurtemberg
  - Brigade de cavalerie : général-major Joseph Spiegelberg
- 4e division : Feldmarschall-Leutnant Pál Kray
  - Brigade de cavalerie : général-major Frédéric-Louis de Hohenlohe-Ingelfingen
  - Brigade de cavalerie : général-major Karl Joseph Hadik von Futak (en)
  - Brigade d'infanterie : général-major Franz Sebottendorf
  - Brigade d'infanterie : général-major prince Frédéric d'Orange
  - Brigade d'infanterie : général-major Joseph Staader (de)
- Réserve : Feldzeugmeister Wilhelm von Wartensleben
  - Brigade de grenadiers : général-major Johann Kollowrat
  - Brigade de grenadiers : général-major Joseph von Schellenberg (en)
  - Brigade de grenadiers : général-major Ludwig von Vogelsang (en)
  - Brigade de cavalerie : général-major Franz Seraph von Rosenberg-Orsini
  - Brigade de cavalerie : Feldmarschall-Leutnant Charles-Eugène de Lorraine de Lambesc

| Charles-Louis d'Autriche | Friedrich von Hotze | Anton Sztáray | Pál Kray | Wilhelm von Wartensleben |
| Charles-Louis d'Autriche | Friedrich von Hotze | Anton Sztáray | Pál Kray | Wilhelm von Wartensleben |

## Déroulement de la bataille

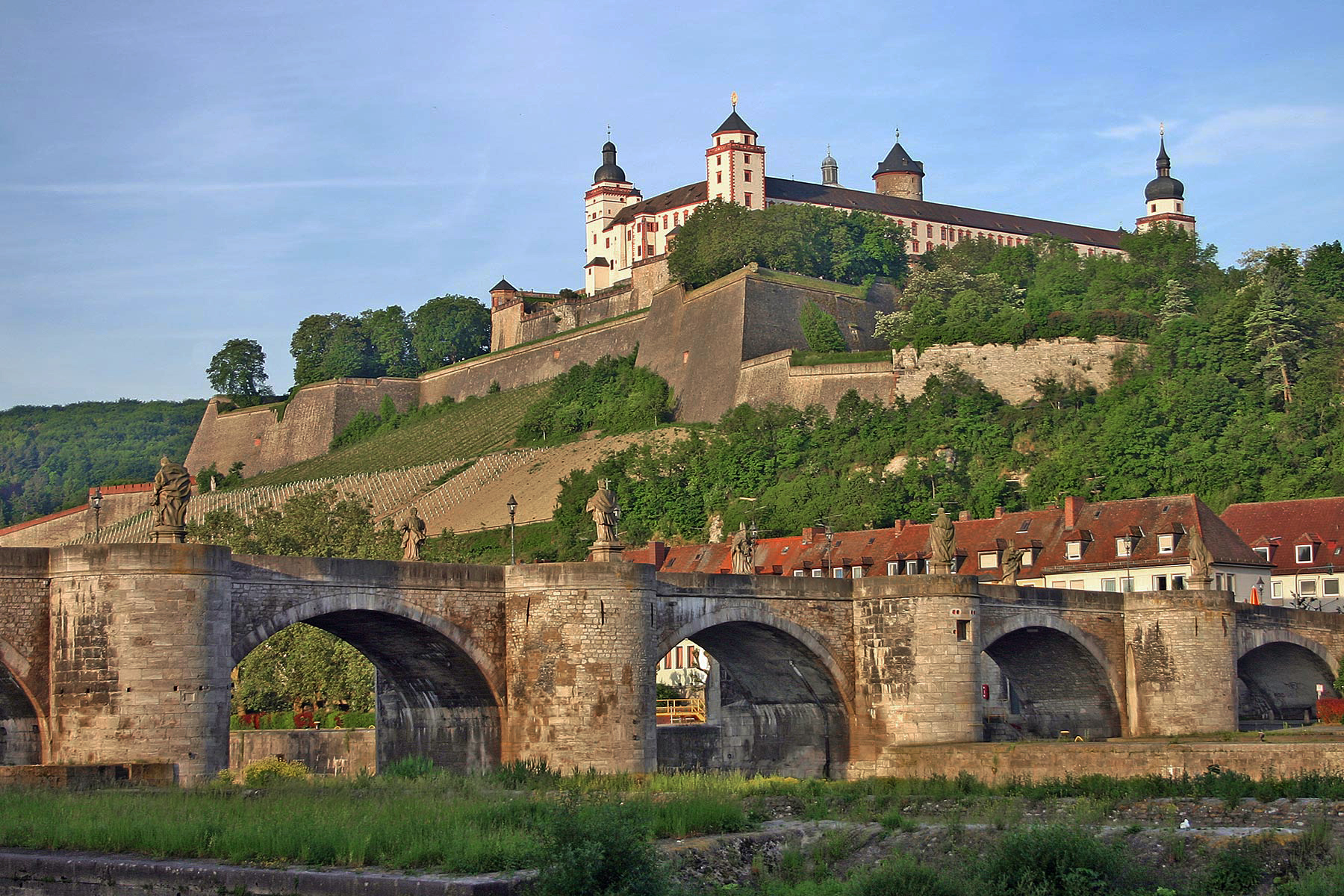
La forteresse de Marienberg surplombant la ville de Wurtzbourg.

L'armée française attaqua ce qu'elle pensait être une division autrichienne isolée sous les ordres du général Sztáray. Le plan de Jourdan était de tomber sur les troupes de Sztáray avec les divisions Bernadotte et Championnet, les fantassins de Grenier et la cavalerie de Bonnaud restant en réserve. La brume matinale donna toutefois le temps à l'archiduc Charles, conscient du péril encouru par son subordonné, de lui envoyer en renfort la division du général Hotze, annulant ainsi la supériorité numérique des Français.
Le rapport de force était d'autant moins favorable à ces derniers que Jourdan était privé d'une partie importante de ses forces en l'absence de la division du général Lefebvre, fixée au nord par la division autrichienne Elsnitz. La situation s'aggrava encore lorsque le reste de l'armée de l'archiduc traversa le Main sur des pontons jetés par les sapeurs autrichiens. Les attaques françaises sur les positions adverses furent repoussées, jusqu'à l'arrivée des divisions autrichiennes Kray et Wartensleben qui chassèrent les Français du champ de bataille.

## Conséquences
L'armée française perdit 2 000 tués ou blessés, 1 000 prisonniers et 7 canons. Les pertes autrichiennes étaient deux fois inférieures : 1 200 hommes hors de combat et 300 prisonniers. La défaite de Jourdan à Wurtzbourg provoqua à court terme l'échec définitif de la campagne de 1796 en Allemagne du Sud. Charles se lança à la poursuite des Français vaincus et contourna l'armée de Jourdan par le sud, empêchant ce dernier de recevoir l'appui des forces du général Moreau qui opéraient également en Allemagne.
Le 7 septembre, l'archiduc obligea les Français à lever le siège de Mayence. Aux alentours du 16, les belligérants se retrouvèrent sur les bords de la rivière Lahn, où les 11 000 hommes du général autrichien Kray battirent les 15 000 Français de Jourdan à Limburg an der Lahn. À la suite de cette défaite, Jourdan se replia sur Düsseldorf avant de repasser le Rhin.